# Veep
Veep (v.p.=vice president) är en amerikansk komediserie från HBO som hade premiär i USA den 22 april 2012. Serien är skapad av Armando Iannucci och har Julia Louis-Dreyfus i huvudrollen som USA:s vicepresident Selina Meyer.
Serien sändes i sju säsonger mellan 2012 och 2019. Den har även sänts på Sveriges Television.

## Säsonger
| Säsong | Avsnitt | Sädningsdatum           |
| ------ | ------- | ----------------------- |
| 1      | 8       | 22 april – 10 juni 2012 |
| 2      | 10      | 14 april – 23 juni 2013 |
| 3      | 10      | 6 april – 8 juni 2014   |
| 4      | 10      | 12 april – 14 juni 2015 |
| 5      | 10      | 24 april – 26 juni 2016 |
| 6      | 10      | 16 april – 25 juni 2017 |
| 7      | 7       | 31 mars – 12 maj 2019   |

## Roller i urval
- Julia Louis-Dreyfus – Selina Meyer
- Anna Chlumsky – Amy Brookheimer
- Tony Hale – Gary Walsh
- Matt Walsh – Mike McLintock
- Timothy Simons – Jonah Ryan
- Reid Scott – Dan Egan
- Sufe Bradshaw – Sue Wilson
- Kevin Dunn – Ben (säsong 2)

## Utmärkelser
Veep har vunnit tolv Emmy Awards. Bland annat har den utsetts till bästa komediserie, Julia Louis-Dreyfus har utsetts till bästa kvinnliga huvudroll i en komediserie fyra gånger och Tony Hale har utsetts till bästa manliga biroll. Serien har även nominerats till sju Golden Globe Awards.

### Vunna utmärkelser
| År                                    | Kategori                                 | Vinnare                                          |
| ------------------------------------- | ---------------------------------------- | ------------------------------------------------ |
| Emmy Awards                           |                                          |                                                  |
| 2012                                  | Bästa kvinnliga huvudroll                | Julia Louis-Dreyfus                              |
| 2013                                  | Bästa kvinnliga huvudroll                | Julia Louis-Dreyfus                              |
| 2013                                  | Bästa manliga biroll                     | Tony Hale                                        |
| 2014                                  | Bästa kvinnliga huvudroll                | Julia Louis-Dreyfus                              |
| 2015                                  | Bästa komediserie                        | Veep                                             |
| 2015                                  | Bästa kvinnliga huvudroll                | Julia Louis-Dreyfus                              |
| 2015                                  | Bästa manliga biroll                     | Tony Hale                                        |
| 2015                                  | Bästa manusförfattare för en komediserie | Simon Blackwell, Armando Iannucci och Tony Roche |
| 2015                                  | Bästa casting för en komediserie         | Allison Jones, Pat Moran och Meredith Tucker     |
| 2016                                  | Bästa komediserie                        | Veep                                             |
| 2016                                  | Bästa kvinnliga huvudroll                | Julia Louis-Dreyfus                              |
| 2016                                  | Bästa casting för en komediserie         | Allison Jones och Beth Harris                    |
| Screen Actors Guild Award             |                                          |                                                  |
| 2014                                  | Bästa kvinnliga huvudroll                | Julia Louis-Dreyfus                              |
| 2017                                  | Bästa kvinnliga huvudroll                | Julia Louis-Dreyfus                              |
| Directors Guild of America Awards     |                                          |                                                  |
| 2016                                  | Bästa regi – komediserie                 | Chris Addison                                    |
| 2017                                  | Bästa regi – komediserie                 | Becky Martin                                     |
| Critics' Choice Television Awards     |                                          |                                                  |
| 2013                                  | Bästa kvinnliga huvudroll                | Julia Louis-Dreyfus                              |
| 2014                                  | Bästa kvinnliga huvudroll                | Julia Louis-Dreyfus                              |
| Television Critics Association Awards |                                          |                                                  |
| 2014                                  | Individual Achievement in Comedy         | Julia Louis-Dreyfus                              |
| 2014                                  | Outstanding Achievement in Comedy        | Veep                                             |
| Writers Guild of America Award        |                                          |                                                  |
| 2014                                  | Bästa komediserie                        | Veep                                             |
| 2016                                  | Bästa komediserie                        | Veep                                             |